# Repsolo
Repsolo är ett begrepp inom bergsklättringen. Till skillnad från frisoloklättring där klättraren klättrar helt osäkrad utan rep så innebär repsolo att klättraren säkrar sig själv med rep.